# Famille von Pannwitz
La famille von Pannwitz, également sous les formes Pannewitz, Panwitz; est une famille noble de Haute et Basse-Lusace, de Silésie et du comté de Glatz.
Le village de Pannewitz fait aujourd'hui partie de la commune de Burkau (Saxe). Un autre village du nom de Pannewitz fait partie de la commune de Neschwitz près de Bautzen. Il n'est pas encore possible de déterminer lequel des deux villages doit être considéré comme le siège ancestral éponyme. Un autre manoir et village appelé Pannwitz se trouve dans l'arrondissement de Trebnitz en Basse-Silésie, et un village de Laukitten (de) en Prusse-Orientale s'appelle Pannwitz jusqu'en 1945.

## Histoire
La famille apparaît pour la première fois dans les documents en 1276 avec Ticzco de Panewicz et la lignée commence déjà avec son père Dietmar (mort avant 1276), propriétaire d'un château en fief à Budissin (Bautzen). Selon la tradition, Thiesko von Panwitz donne son jardin quand Othon le Pieux, margrave de Brandebourg, fonde le monastère franciscain de Bautzen (de) vers 1243 et peut être considéré comme l'ancêtre de la branche de la famille qui prospère encore aujourd'hui.
En 1305, Dietrich von Pannwitz donne à l'abbaye Sainte-Marie-de-l'Étoile (de) le village de Jauer. Pour de nombreux autres lieux de la Haute-Lusace, les domaines de Pannwitz sont attestés plus tard, comme Königswartha, Lohsa, Uhyst, Merzdorf, Ratzen ou Neida.
Ti(e)tzd. J. est inféodé à Vetschau en Basse-Lusace en 1387. Son fils Heinrich combat en 1410 avec une escouade de 51 lances et un carabinier dans la bataille de Tannenberg sous les ordres du grand maître de l'Ordre teutonique Ulrich von Jungingen et acquit Kathlow et Schlichow près de Cottbus en 1434. Hans auf Lohsa près de Hoyerswerda, le frère d'Heinrich, participe à la fortification de Bautzen contre les Hussites en 1421 et est à la solde de la ville de Görlitz en 1424. Andreas von Pannwitz étudie à Bologne et devient docteur en droit en 1527. Balzer von Pannwitz (mort en 1609) acquiert Kahren en 1578. Hans von Pannwitz (1490-1536) auf Kathlow, qui acquit la moitié de Babow en 1519 et possède déjà Klein-Ossnig depuis 1498, doit être considéré comme l'ancêtre de la branche de Müschen. Entre 1646 et 1699, le manoir de Briescht et de 1665 à 1682 Falkenberg appartiennent à la famille von Pannwitz. Le chef du régiment des gens d'armes (de), le général Wolf Adolf von Pannwitz (1679-1750) sur Groß Gaglow et Lipten acquit le manoir de Schönfliess près d'Oranienburg en 1735 et avec son fils Friedrich Wilhelm (1719-1790) créé un village de domaines et de paysans géré de manière exemplaire selon des méthodes agricoles et forestières modernes, dans lequel la séparation est réalisée dès 1767. En signe d'estime, Wolf Adolph est membre du collège du tabac sous le roi de Prusse Frédéric-Guillaume Ier et fait construire en 1736, au numéro 76 de la Wilhelmstrasse, au centre de Berlin, un palais qui devient plus tard le ministère prussien des Affaires étrangères. Heinrich Wilhelm von Pannwitz auf Babow und Gulben (1678-1749) acquit le domaine de Müschen en 1714 auprès d'Otto Heinrich von Stutterheim. Son fils Otto Heinrich (1706-1751) est marié à Juliane von Schönfeldt de la branche de Werben. La fille de cette dernière, Ulrike Juliane, se marie avec le major Joachim Friedrich von Kleist à Guhrow et devient la mère du grand poète Heinrich von Kleist.
En 1324, Werner (Wolfram) reçoit la burgraviat de Wohlau et Stuben avec tous ses droits du duc Conrad d'Oels.
Son frère Ticzco (1327-1359) réside à partir de 1346 en tant que premier Pannwitz au château de Landfried et Reinerz dans la seigneurie d'Hummel (de), qui à l'époque appartient encore directement à l'ancien arrondissement bohémien de Königgrätz (de) et n'est incorporé au comté de Glatz qu'en 1477.

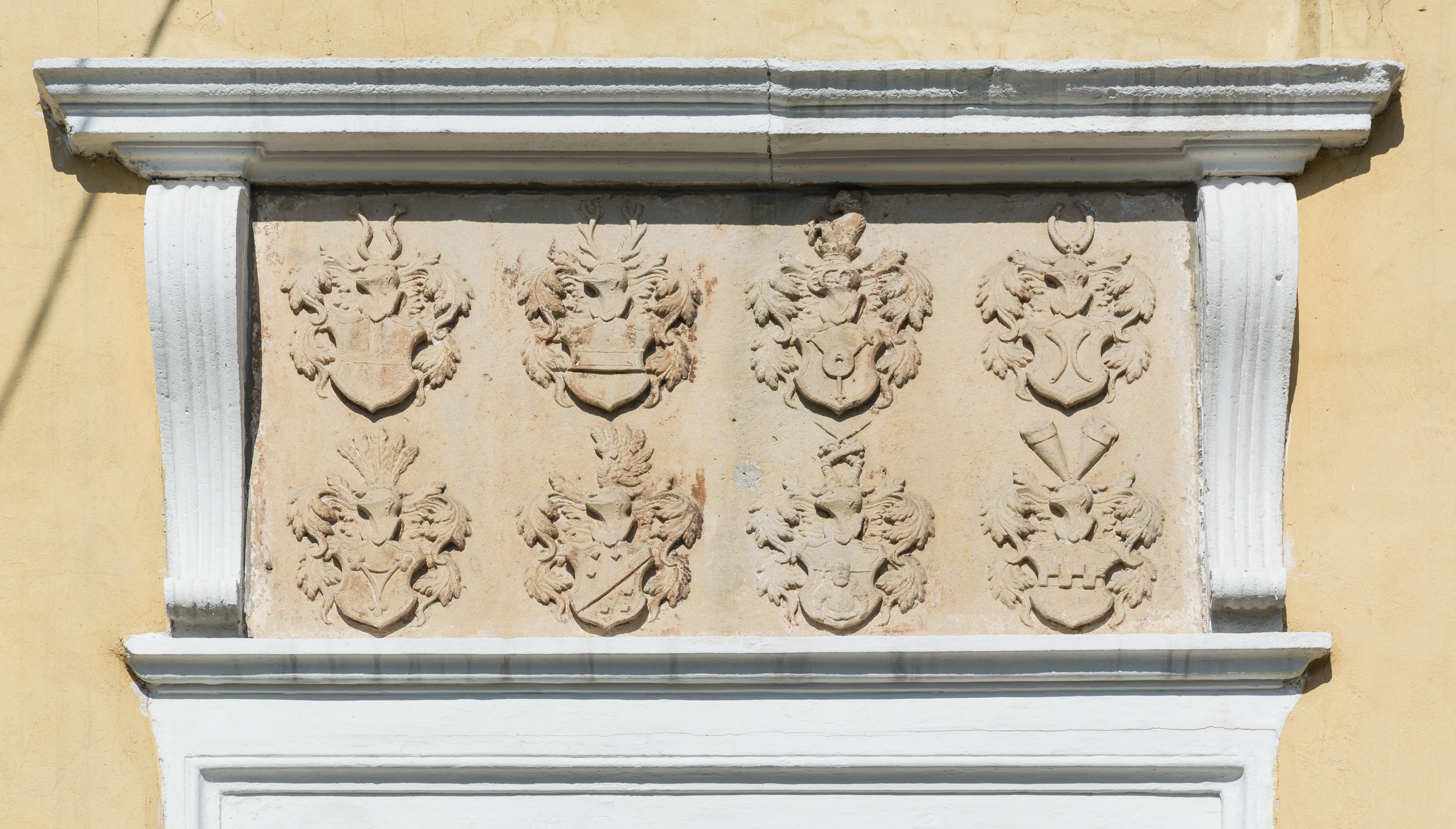
Armoiries des seigneurs de Pannwitz au-dessus de l'entrée de la cour centrale d'Altlomnitz, pays de Glatz, Basse Silésie

Dans le comté de Glatz, les seigneurs de Pannwitz (Panevicz) possèdent de vastes propriétés jusqu'au XIXe siècle, notamment Albendorf, Altlomnitz, Dürrkunzendorf, Eisersdorf, Hartau (de), Hohndorf, Hollenau, Poditau, Utschendorf (de), Plomnitz, Rathen, Raumnitz, Rengersdorf, Rothwaltersdorf et Waltersdorf. Mathias von Pannwitz reçoit des droits de patronage sur l'église paroissiale de Rengersdorf du roi de Bohême Jean de Luxembourg. En 1341/46, il est le premier Pannwitz à occuper le poste de burgrave de Glatz (de). Il est ensuite suivi par Hans I (1477-1501) à Rengersdorf et Hans II (1584-1588) à Mechwitz et Neudeck. Ce dernier est juge au tribunal et capitaine de Münsterberg, qui, outre Rengersdorf, possède également Albendorf et dont il fonde la branche de la famille. En raison du nombre croissant de pèlerinages, Ludwig von Pannwitz fait construire à Albendorf, à la place de la première église en bois détruite lors des guerres hussites, une église de pèlerinage plus grande, l'église de la Visitation-de-la-Vierge-Marie, en pierre, qui est consacrée en 1512. La branche de Rengersdorf (fondée par Otto en 1494) s'éteint en 1768 avec le chanoine de Königgrätz Johann Franz von Pannwitz.
Heinrich Wilhelm von Pannwitz (1623-1663) devient résident de la principauté de Jauer par son mariage avec Rosina von Schweinitz (de) de Peterwitz. Le couple y est l'un des fondateurs de l'église de la Paix. Il est issu de la branche d'Altlomnitz de la famille. Son grand-père du même prénom (vers 1594-1629) se fait confisquer tous ses biens en 1625 en raison de sa participation à la révolte de Bohême et de son refus de se convertir à la foi catholique. Il doit également quitter le comté de Glatz, qui fait directement partie de la Bohême. Son frère Hans Adolf est propriétaire de Gäbersdorf près de Striegau depuis 1664.

## Familles homonymes

### Famille anoblie en 1785
Parallèlement, il existe une famille von Pannwitz qui remonte au maître-boucher Melchior Pannwitz (mort en 1633) de Nimptsch, dont les descendants accédent à des fonctions et des biens plus importants à Breslau, Friedrich Julius Pannwitz (1747-1806) ayant obtenu, en ce qui concerne la famille ancestrale, une confirmation ou un renouvellement de noblesse le 4 avril 1788. Ces von Pannwitz possèdent au XIXe siècle plusieurs domaines en Basse-Silésie, notamment près de Sagan et Grünberg (pendant longtemps le domaine de Schweinitz III). Le chef forestier Julius von Pannewitz (1788-1867) et le général prussien Günther von Pannewitz (1857-1936) sont également issus de cette famille.

### Famille anoblie en 1787
Depuis 1787, il existe encore une famille anoblie von Pannwitz, qui remonte à Carl Friedrich Conrad Fischer, junker dans le 3e régiment de hussards royal prussien von Köszegy (de), qui est anobli le 8 février 1787 en tant que beau-fils et fils adoptif du Rittmeister royal prussien Alexander von Pannwitz.

## Armes

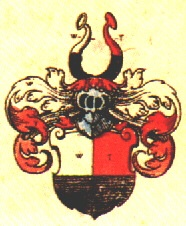
Armoiries de la famille von Pannwitz d'après Siebmacher

Les armoiries de la famille noble primitive sont divisées, en haut d'argent et de rouge, en bas de noir. Sur le casque aux lambrequins noir-rouge-argent, deux cornes de buffle, celle de droite divisée en rouge et noir, celle de gauche en argent et noir. La devise du blason est PRORSUM.
Les armoiries des Pannwitz anoblis sont divisées en haut d'argent et de rouge, en bas d'azur. Les cornes de buffle sur le casque sont divisées à droite par le rouge et le bleu, à gauche par l'argent et le bleu.

## Personnalités
- Wolfram von Pannwitz (première mention documentée 1345), héritier d'une part de Rengersdorf et burgrave à Glatz
- Matthias von Pannwitz, héritier de Rengersdorf, chevalier de l'Ordre de Saint-Jean et chanoine de Breslau, 1368 pasteur à Rengersdorf
- Titzko (Tyczko) von Pannwitz, héritier d'une part de Rengersdorf et burgrave à Glatz, propriétaire en 1346 de la seigneurie d'Hummel (de), et évaluateur à Glatz; mourut en 1359 et laissa derrière lui les fils Titzko, Dienhard (Tamo), Hans, Thomas, Wolfram, Otto, Niklas et Matthias et les filles Gertrud, mariée à Otto von Haugwitz à Friedersdorf, et Jutte, mariée à Hermann von Bela[5]
- Nikolaus von Pannwitz auf Lomnitz, docteur en théologie, chanoine à Breslau et aumônier de la cour de l'empereur Charles IV
- Johann von Pannwitz (de) (mort en 1446), pasteur à Lomnitz et Oberschwedeldorf, maître d'autel à Habelschwerdt. 1441 évêque auxiliaire à Breslau et évêque titulaire de Symbalon (de)
- Ludwig von Pannwitz (mort en 1554), écuyer d'Albendorf, comté de Glatz, fait construire une église en pierre en 1512, qui devient plus tard l'église et la basilique mariales de pèlerinage d'Albendorf (Wambierzyce).
- Ludolf von Pannewitz (de) (1652-1719), lieutenant général de cavalerie prussien, chef du 12e régiment de cuirassiers "Wittgenstein (de)"
- Anton von Pannewitz (de) (1659-1731), lieutenant général prussien, chef du 13e régiment d'infanterie "L'Aumonier"
- Wolf Adolf von Pannwitz (de) (1679-1750), général de division prussien, chef du régiment de cuirassiers "Natzmer" (régiment des gens d'armes (de))
- Gottlob Ernst von Pannewitz (de) (1697-1765), général de division prussien, chef du 10e régiment d'infanterie (de) "Knobloch (de)"
- Nikolaus Sigismund von Pannewitz (de) (1700-1748), lieutenant-colonel prussien et chef du bataillon d'artillerie silésien
- Maximilian Sigmund von Pannewitz (de) (1715-1791), lieutenant général prussien, chef du régiment de cuirassiers "Seydlitz"
- Friedrich Wilhelm von Pannwitz (1719–1790), commandant résident de l'Ordre de Saint-Jean à Lagow
- Sophie Marie von Pannwitz (de) (1729-1814), comtesse von Voß (de), interlocutrice et conseillère des reines et rois prussiens ; Oberhofmeisterin, plus récemment de la reine Louise.
- Ulrike Juliane von Pannwitz (1746-1793), mère du poète Heinrich von Kleist
- Albrecht Wilhelm von Pannwitz (de) (1754–1825), administrateur de l'arrondissement du Bas-Barnim (de)
- Julius von Pannewitz (1788-1867), à Nieder-Buchwald, chef forestier et auteur
- Karl von Pannwitz (de) (1798-1859), général de division prussien
- Friedrich Wilhelm Konstantin von Pannwitz (1816-1886), propriétaire du manoir et constructeur du château de Paulsdorf, arrondissement de Rosenberg-en-Haute-Silésie
- August von Pannwitz (de) (1819-1900), lieutenant général prussien
- Hugo von Pannwitz (de) (1820-1892), général de division prussien
- Oskar von Pannwitz (1834-1906), général de division prussien, adjudant de longue date de l'empereur Frédéric III
- Erich Wolf von Pannwitz (1834–1875), lieutenant royal prussien, colonel nord-américain
- Walter von Pannwitz (de) (1856-1920), avocat, maire et auteur, collectionneur d'art et mécène.
- Günther von Pannewitz (1857-1936), général d'infanterie prussien
- Eberhard von Pannwitz (de) (1887-1945), avocat, diplomate, envoyé allemand
- Helmuth von Pannwitz (1898-1947), général allemand
- Hans-Curt II von Pannwitz (1929-2019), banquier allemand